# لغة بمبارة
لغة بَمْبَارة أو اللغة البَمْبَريَّة ويطلق عليها لغة بَمانة أوبَمَانَنْكان هي لغة متحدثة في دولة مالي.